# Icône de Nicolas du monastère de l'Esprit-Saint
L'icône « Nicolas Thaumaturge » (en russe : Николай Чудотворец) est une icône russe du XIIIe siècle provenant de Novgorod, du monastère de l'Esprit-Saint de Novgorod qui fait actuellement partie des collections du Musée Russe de Saint-Pétersbourg.

## Histoire
L'icône provient du Monastère de l'Esprit-Saint (Novgorod), et est citée par les chroniques depuis l'année 1162. En 1920, elle entra dans les collections du Musée de Novgorod qui la fit restaurer dans les années 1926—1928. Durant les années 1929 à 1932, elle fit partie d'expositions d'art ancien organisées en Allemagne, en Autriche, aux États-Unis par le Commissariat du Peuple à l'éducation de la République socialiste fédérative soviétique de Russie. C'est en 1933 que l'icône entra dans les collections du Musée Russe de Saint-Pétersbourg.
Lors de sa découverte l'icône fut datée de l'année 1500 suivant le texte du XVIIIe siècle qui est découvert : « …incarnation de la Parole de Dieu en 1500, cette icône de saint Nicolas de Myre vient de l'Esprit-Saint… ». Par la suite elle fut datée du XIIe siècle. En 1937, Alexeï Nekrasov propose une datation des XIIe siècle ou XIIIe siècle. Les historiens d'art Victor Lazarev et Galina Kolpakova datent, quant à eux, l'icône du XIIIe siècle,.

## Iconographie
L'icône est rendue sur la planchette même, sans tissu sous le gesso. La planchette de base se compose de trois parties, les chevillettes d'origine ont disparu (il reste des traces de clous), les planchettes ayant été renforcées tardivement par la fixation de nouvelles chevilles. Saint Nicolas est représenté en buste. De sa main droite, il bénit et de la gauche il tient les évangiles. Le visage du saint est d'une sévérité toute byzantine, mais, comme le remarque Victor Lazarev, le travail ne semble pas être celui d'un maître byzantin — « les lignes du dessin de la surface de l'icône semblent être bosselées, martelées ».
Dans les médaillons qui entourent la tête du saint sont disposées les images des saints Athanase d'Alexandrie et Onésime (à gauche), des Quarante martyrs de Sébaste et de Catherine d'Alexandrie (à droite). Ces figures sont représentées dans un style plus doux que le visage de saint Nicolas, et pour ceux-ci, de ce fait « il s'agit clairement d'une dérogation aux modèles byzantins du genre ». Selon l'historienne Galina Kolpakova cela pourrait être une icône commandée pour honorer un saint patron, et elle semble même une « offrande votive d'une famille bien précise à son saint patron ».
En marge de l'icône sont représentés des saints vénérés habituellement à Novgorod :
- en haut — l'archange Mikhaïl et l'archange Gabriel entre lesquels est représenté l'étimasie comme dans le Saint Nicolas le Thaumaturge ;
- à gauche — Siméon le Stylite, Boris et Gleb et un martyr inconnu ;
- à droite — le martyre de sainte Eudokie d'Heliopolis, Gleb, le martyre de Flore ;
- en bas — d'autres saints martyrs en buste.

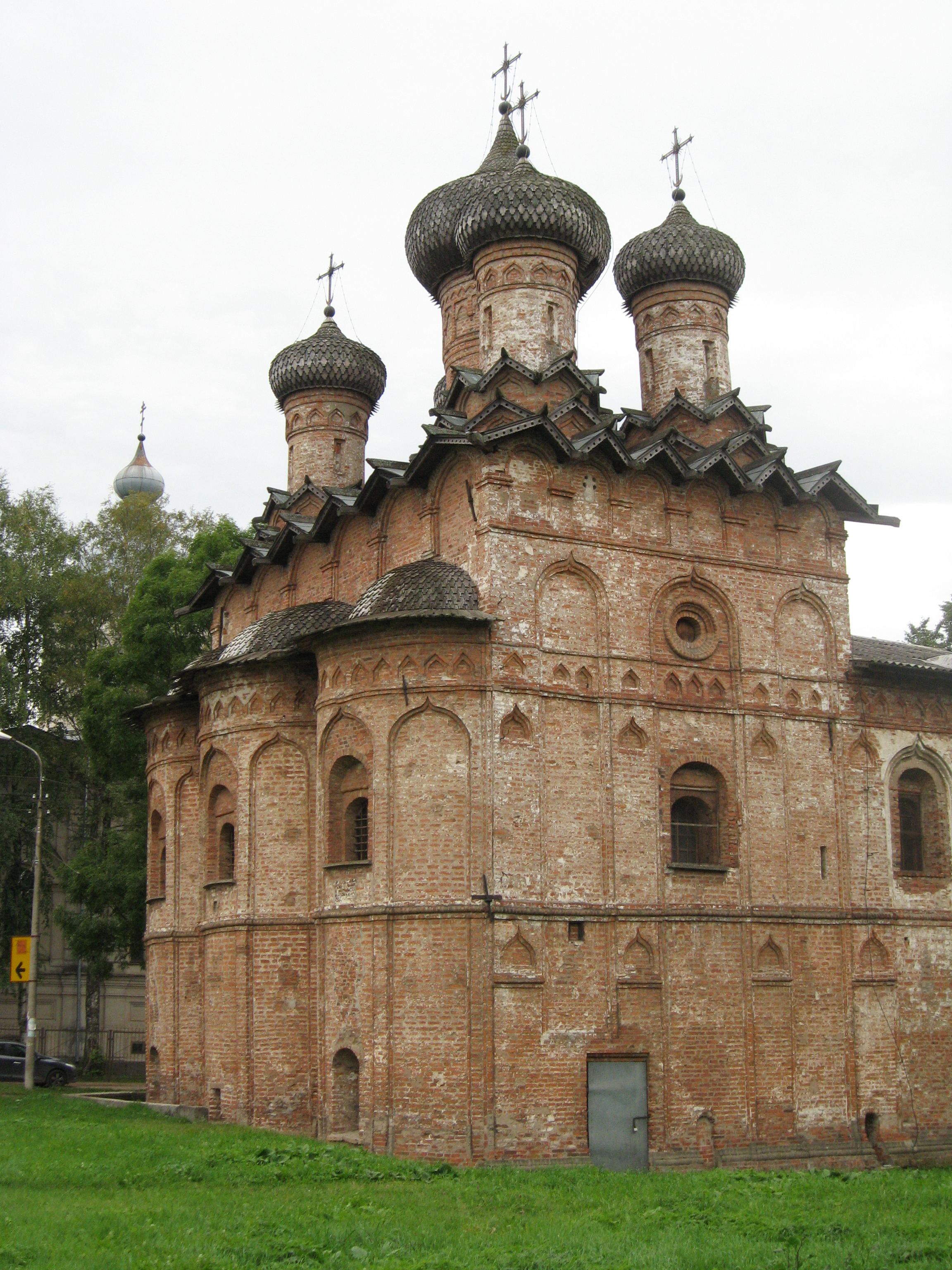
Monastère de l'Esprit-Saint (Novgorod) église de la Trinité.